# Eratóstenes
Eratóstenes de Cirene (em grego:  Ἐρατοσθένης, transl.: Eratosthéni̱s; Cirene, 276 a.C. — Alexandria, 194 a.C.) foi um matemático, gramático, poeta, geógrafo, bibliotecário e astrônomo da Grécia Antiga, conhecido por calcular a circunferência da Terra. Nasceu em Cirene, na Líbia, e morreu em Alexandria. Estudou em Cirene, em Atenas e em Alexandria. Os contemporâneos chamavam-no de "Beta" porque o consideravam o segundo melhor do mundo em vários aspectos.

## Vida
Eratóstenes é descrito pelo Suda (localização: Épsilon 2898, segundo Ada Adler) como tendo sido aluno do filósofo Aríston de Quio, do gramático Lisânias de Cirene e do poeta Calímaco. O Suda esclarece que Ptolomeu III Evérgeta trouxe-o de Atenas para Alexandria, onde permaneceu até o reinado de Ptolomeu V Epifânio. Afirma-se que Ptolomeu III trouxe-o inicialmente de Atenas para ensinar o seu filho Filopátor (Ptolomeu IV Filopátor). Diz-se que ele foi chamado de "Beta" por estar sempre em segundo lugar em várias áreas do conhecimento. Outros, porém, o chamavam de "Pentathlos" - pentatleta - por sua diversidade de conhecimentos. No Suda é dito que ele nasceu no período da 126ª Olimpíada e morreu com a idade de 82 anos. Um dos seus discípulos foi Aristófanes de Bizâncio.

## Obras
Eratóstenes escreveu obras filosóficas, poemas, histórias, muitos diálogos e trabalhos sobre gramática. Entre as suas obras merecem destaque Astronomia ou Catasterismos (em grego:  Ἀστρονομίαν ἢ Καταστηριγμούς, transl.: Astronomían í̱ Katasti̱rigmoús), Sobre as seitas filosóficas (em grego:  Περὶ τῶν κατὰ φιλοσοφίαν αἱρέσεων, transl.: Perí tó̱n katá filosofían airéseo̱n), Sobre o libertar-se da dor (em grego:  Περὶ ἀλυπίας, transl.: Perí alypías). Um de seus poemas chamava-se Hermes.
Além disso, ele escreveu uma obra chamada Platonicus, que tratava da matemática que fundamenta a filosofia de Platão. Essa obra foi muito utilizada por Téon de Esmirna, que no livro Expositio rerum mathematicarum afirma que Eratóstenes tratou do problema da duplicação do cubo. 
Isso também foi afirmado por Eutócio de Ascalão no livro II de Esfera e Cilindro, em que comenta a proposição 1 de Arquimedes, onde ele reproduz uma carta de Eratóstenes a Ptolomeu III Evérgeta. Essa carta descreve a história do problema da duplicação do cubo e, especialmente, descreve um aparelho mecânico inventado por Eratóstenes que serviria para encontrar a linha de segmentos x e y, para um dado segmento a e b (a:x = x:y = y:b). Hoje sabe-se que algumas partes desta carta não foram escritas por Eratóstenes.
Eratóstenes trabalhou também com números primos e é lembrado por seu Crivo de Eratóstenes, que é ainda uma importante ferramenta na teoria dos números. O crivo é citado na obra Introdução à aritmética de Nicomedes.
Ele também escreveu um livro chamado Sobre os significados que, apesar de perdido, é mencionado por Papo de Alexandria como sendo um importante livro de geometria. Eratóstenes ainda escreveu um livro denominado Sobre a medição da Terra, também perdido, em que de maneira surpreendente procedeu com a exata medição da circunferência da Terra. Alguns detalhes desta medição estão nos trabalhos escritos por Cleomedes, Téon de Esmirna e Estrabão.

## Geografia

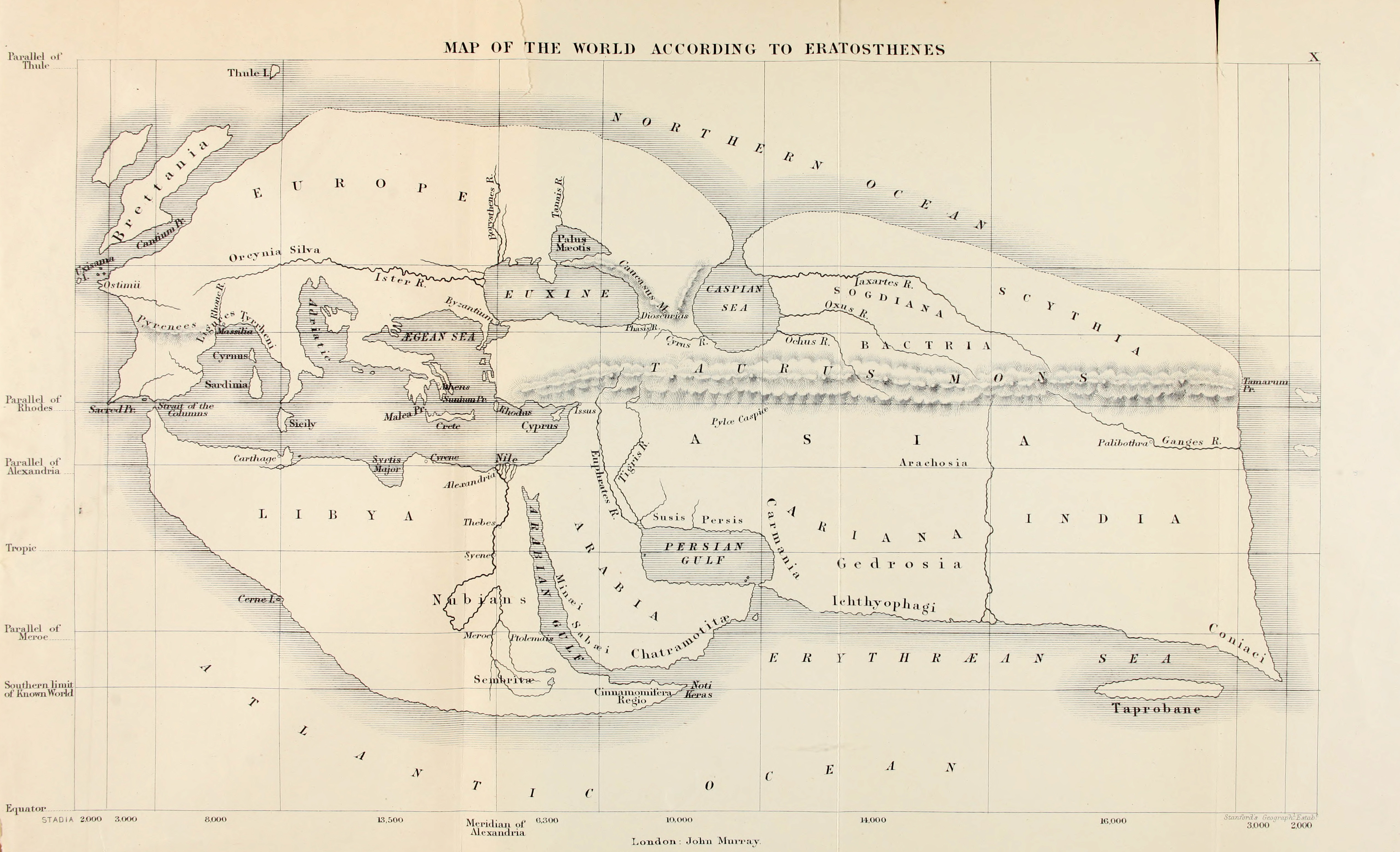
Reconstrução do século XIX do mapa do mundo feito por Eratóstenes, mundo este até então conhecido, c. 194 a.C.

Eratóstenes é tido também como o fundador da disciplina geografia. Ele publicou uma obra chamada Geográfica (em grego:  Γεωγραφικά, transl.: Geo̱grafiká), na qual estabelece um vocabulário próprio (tais como as palavras geografia e geógrafo) para a disciplina antes tida como apenas técnica. Nessa obra Eratóstenes afirma que Homero teria sido o primeiro geógrafo, em razão deste último ter feito descrições topológicas e climáticas de determinados locais e regiões na antiguidade. Eratóstenes associa Anaximandro com a origem da Cartografia, apesar de a técnica ter sido originada em Mileto no século VI a.C.. Na Geográfica, que tinha três volumes e que conta hoje com apenas 155 fragmentos, mencionados eminentemente por Estrabão e Plínio, o Velho, o autor utiliza de descrições de viagens e expedições feitas por compatriotas, a maior parte desses viveu na época de Alexandre o Grande, para formular o que seria um mapa do mundo existente na época.

## A medida da circunferência da Terra

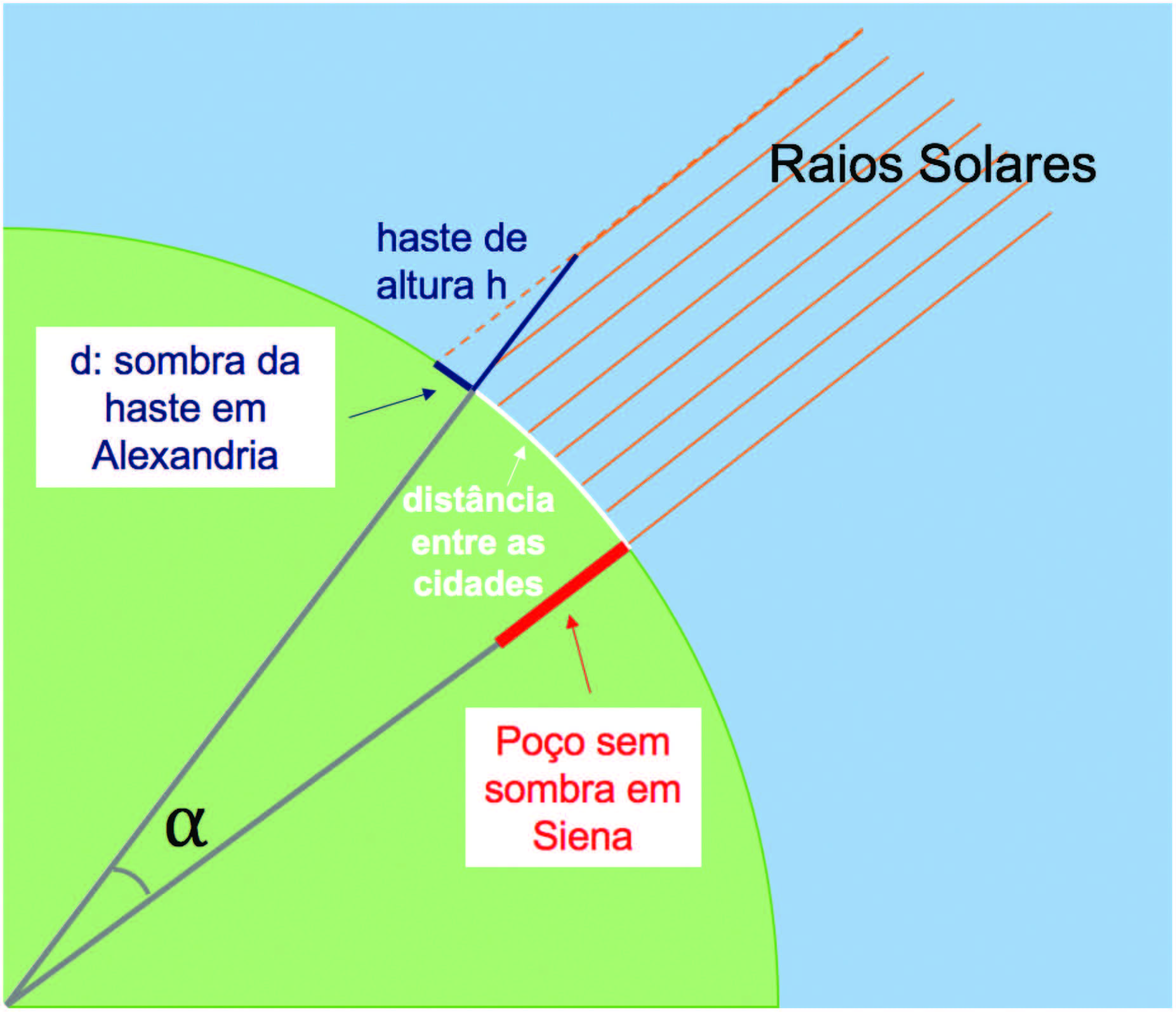
O raio da terra pela sombra solar.

Eratóstenes foi um dos primeiros a calcular a circunferência da Terra. Um dos experimentos históricos mais conhecidos é o da medição do raio da Terra feito por Eratóstenes por volta de 240 a.C. A partir da leitura de documentos presentes na biblioteca de Alexandria, ele notou que, no solstício de verão, as paredes dos poços na cidade de Siena não projetavam sombra no fundo dos poços. Porém, na mesma data e horário, esse fenômeno não acontecia em Alexandria. Assumindo que os raios solares incidiam paralelamente na Terra, ele levantou a hipótese de que a superfície do planeta deveria possuir uma curvatura, o que explicaria a ausência de sombra numa cidade, mas não na outra. Motivado pelas idéias de formas perfeitas e simétricas, elementos comuns nos estudos científicos na Grécia antiga, Eratóstenes propôs que a Terra teria uma forma esférica, e então elaborou um experimento para medir o seu raio.

Em sua época, as datas dos solstícios e equinócios eram levemente diferentes das atuais, devido à precessão dos equinócios. Mas ele conhecia as datas em que estes eventos ocorriam. Ele foi diretor da biblioteca de Alexandria, e num dos manuscritos dessa instituição tomou conhecimento de que no solstício de verão, na cidade de Siena (atual Assuão), ao meio dia, o Sol ficava quase exatamente no zênite, de modo que podia ser observado no fundo de um poço. Porém, em Alexandria, na mesma data e mesma hora, isso não era possível, pois o Sol não fica suficientemente perto do zênite. Então percebeu que se ele pudesse determinar esse ângulo e soubesse a distância entre as cidades, poderia determinar o tamanho da Terra. Contratou um itinerante para medir a distância das cidades em passos, que era comum na época. Eram pessoas treinadas para caminhar com passadas muito regulares. Assim constatou que a distância era de 5 040 estádios. Fixou uma vareta perpendicular ao solo, em Alexandria, mediu o comprimento da sombra em proporção ao comprimento da vareta e, com isso, encontrou o ângulo de 7,2° ou 1/50 da circunferência. Portanto o perímetro total da circunferência terrestre deveria ser 5 040 x 50 = 252 000 estádios.

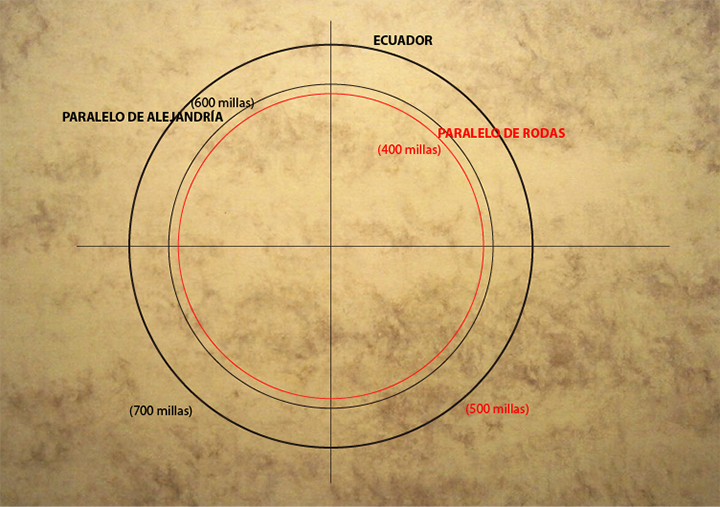
Circunferência da terra

Nesse cálculo, assume-se implicitamente que Siena e Alexandria estejam no mesmo meridiano, porém há uma diferença em torno de 2,98° de longitude entre as cidades, o que produz uma pequena diferença de 0,135%, que não é relevante em comparação a outras fontes de erro.
O detalhe mais importante é que na época de Eratóstenes havia muitas unidades com mesmo nome (stadium) e diferentes comprimentos, variando desde 156 m até 210 m. Devido a essa inexistência de padronização, diferentes fontes apontam diferentes valores para o resultado que teria sido encontrado por Eratóstenes. Em 1972, Lev Vasilevich Firsov analisou 81 trabalhos de medida realizados por Eratóstenes e Estrabão, para calcular inversamente quanto deveria ser o stadium utilizado por eles, e chegou ao valor 157,7 m. Com isso tornou-se possível saber que a circunferência da Terra medida por Eratóstenes, convertida no sistema métrico moderno, corresponderia a cerca de 39 700 km, muito semelhante ao valor correto (40 008 km).
A ideia de Eratóstenes:
Para calcular a circunferência da Terra utilizou a seguinte relação trigonométrica:
{\displaystyle {\frac {S}{C}}={\frac {\theta }{2\pi }}}
em que {\displaystyle S} é a distância entre Siena e Alexandria; {\displaystyle \theta } é o ângulo formado das cidades de Siena e Alexandria; e {\displaystyle C} é a circunferência da Terra;
Ou seja, a razão entre a distância das cidades ({\displaystyle S}) e a circunferência da Terra ({\displaystyle C}) é igual à razão do ângulo formado pelas cidades e o ângulo total da circunferência da Terra.